# Sweet Hits☆
『Sweet Hits☆』（スウィートヒッツ）は、日本のアクトレス・シンガーグループ、bump.yのアルバム。2009年11月25日発売。

## 概要
bump.yのメンバーはTBS製作のネットドラマ『bump.y』の出演者であり、芸能プロダクション「スウィートパワー」に所属する女優である。またbonus trackを除いてすべて既存の歌で構成されたカヴァーアルバムである。

## 収録曲
1. はいからさんが通る（オリジナルは南野陽子）
（作詞：小倉めぐみ、作曲：国安わたる、歌：桜庭ななみ）
2. 夏色のナンシー（オリジナルは早見優）
（作詞：三浦徳子、作曲：筒美京平、歌：松山メアリ）
3. 稲妻パラダイス（オリジナルは堀ちえみ）
（作詞：康珍化、作曲：林哲司、歌：宮武祭）
4. 赤いスイートピー（オリジナルは松田聖子）
（作詞：松本隆、作曲：呉田軽穂、歌：宮武美桜）
5. スローモーション（オリジナルは中森明菜）
（作詞：来生えつこ、作曲：来生たかお、歌：高月彩良）
6. ゆ・れ・て湘南（オリジナルは石川秀美）
（作詞：松本隆、作曲：小田裕一郎、歌：菊里ひかり）
7. Bonus Track「がんばって」
（作詞：丹羽多聞アンドリウ、作曲：遠藤浩二、歌：bump.y）